# وزارت فرهنگ، ورزش و جهانگردی کره جنوبی
وزارت فرهنگ، ورزش و جهانگردی کره جنوبی (MCST) یک سازمان دولتی است که مسئولیت حوزه‌های گردشگری، فرهنگی، هنری، مذهبی و ورزشی را بر عهده دارد. این وزارت دارای دو معاون وزیر، سه دستیار وزیر، یک کمیسیون و بیش از ۶۰ بخش است. اولین وزیر وزارت فرهنگ، ورزش و جهانگردی، لی او یانگ نویسنده و منتقد معروف بود.
نهادهای تابع مانند موزه ملی، تئاتر ملی و کتابخانه ملی زیر نظر این وزارت هستند.

## اهداف
اهداف اصلی MCST عبارتند از:
1. آموزش مردم کره در راه تبدیل شدن به شهروندانی با فرهنگ و خلاق
2. ایجاد جامعه ای که اوقات فراغت و کار در آن هماهنگ باشد
3. ایجاد یک ملت پویا که در آن فرهنگ‌های مختلف محلی نشان داده شود
4. افزایش آگاهی عمومی از دستور کار ملی (به عنوان مثال رشد سبز) از طریق فعالیت‌های روابط عمومی.
5. بهبود کیفیت زندگی شهروندان با حمایت از رویدادها و فعالیت‌های فرهنگی، ورزشی، گردشگری و فعالیت‌های مذهبی

## تاریخ
وزارت فرهنگ و جهانگردی در ابتدا زیرمجموعه وزارت آموزش و پرورش بود که در سال ۱۹۴۸ ایجاد شد. بعد تر، وزارت حمل و نقل یک بخش گردشگری را ایجاد کرد. وزارت اطلاعات در سال ۱۹۶۱ برای اداره امور هنری و فرهنگی تأسیس شد. وزارت فرهنگ و اطلاعات در سال ۱۹۹۰ به وزارت فرهنگ تبدیل شد.
در سال ۱۹۹۳، وزارت فرهنگ با وزارت جوانان و ورزش ادغام شد و به وزارت فرهنگ و ورزش تبدیل شد. در سال ۱۹۹۸، به عنوان بخشی از تلاشهای سازماندهی مجدد دولت، وزارت فرهنگ و ورزش جایگزین وزارت فرهنگ و جهانگردی شد. این صنعت برای سرمایه‌گذاری و پشتیبانی از صنعت سرگرمی ایجاد شد، زیرا کره در پی بحران مالی آسیا در دهه ۱۹۹۰ به حوزه‌های جدید رشد نیاز داشت.
رئیس‌جمهور کیم دا یونگ سیاستهای صنعتی حمایت از سرگرمی را با همان میزان توجه به بخشهای صنعتی سنتی مانند تولید، به اجرا درآورد. برای حمایت از K-Pop هم در زیرساخت و هم در فناوری سرمایه‌گذاری شد از جمله سالن‌های کنسرت و فناوری جلوه‌های تصویری. از آن زمان، تمرکز بر توسعه قدرت نرم وجود دارد. وزارتخانه معتقد است که با ترویج فرهنگ کره در خارج از کشور، صادرات کالاها و خدمات دیگر نیز افزایش می‌یابد. در سال ۲۰۱۳، وزارتخانه ۳۱۹ میلیارد وون (۲۸۰ میلیون دلار آمریکا) را برای حمایت مستقیم از هالیو (موج کره) اختصاص داد. در نتیجه این تلاش‌ها صادرات فرهنگی با نرخ سالانه ۱۰ درصد افزایش یافت.

## سرویس فرهنگ و اطلاعات کره
سرویس فرهنگ و اطلاعات کره بخشی از MCST است که قصد دارد فرهنگ کره را به بقیه جهان نزدیک کند و در عین حال چهره ملی کره را بهبود بخشد. همچنین مسئول ایجاد بیش از ۲۰ مرکز فرهنگی کره در سراسر جهان است.

## انتقادات
علی‌رغم مبالغ بالایی که دولت برای هالیو فراهم می‌کند، صنعت K-Pop شناخته شده‌ترین بخش هالیو در سطح بین‌المللی از نحوه کار وزارتخانه انتقاد کرده‌است. بسیاری از صنایع مانند مد و مواد غذایی برای گرفتن بودجه هالیو از دولت لابی کرده‌اند و سیاستمداران و افراد دولتی نیز علایق متفاوتی در نحوه توزیع بودجه دارند. علی‌رغم گمانه زنی‌های زیاد اینترنتی در مورد حمایت مالی دولت کره از تبلیغ برای K-Pop، هیچ ارقامی برای اثبات این گمانه زنی‌ها در دست نیست. در سال ۲۰۱۳ از ۲۳۰ میلیون دلار تخصیص یافته برای هالیو کمک‌های قابل توجهی در ارتقا زبان کره ای، فرهنگ و غذا صورت گرفته‌است اما هیچ رقم مشخصی برای تخصیص مستقیم به K-Pop وجود ندارد.